# Barthel Weihner

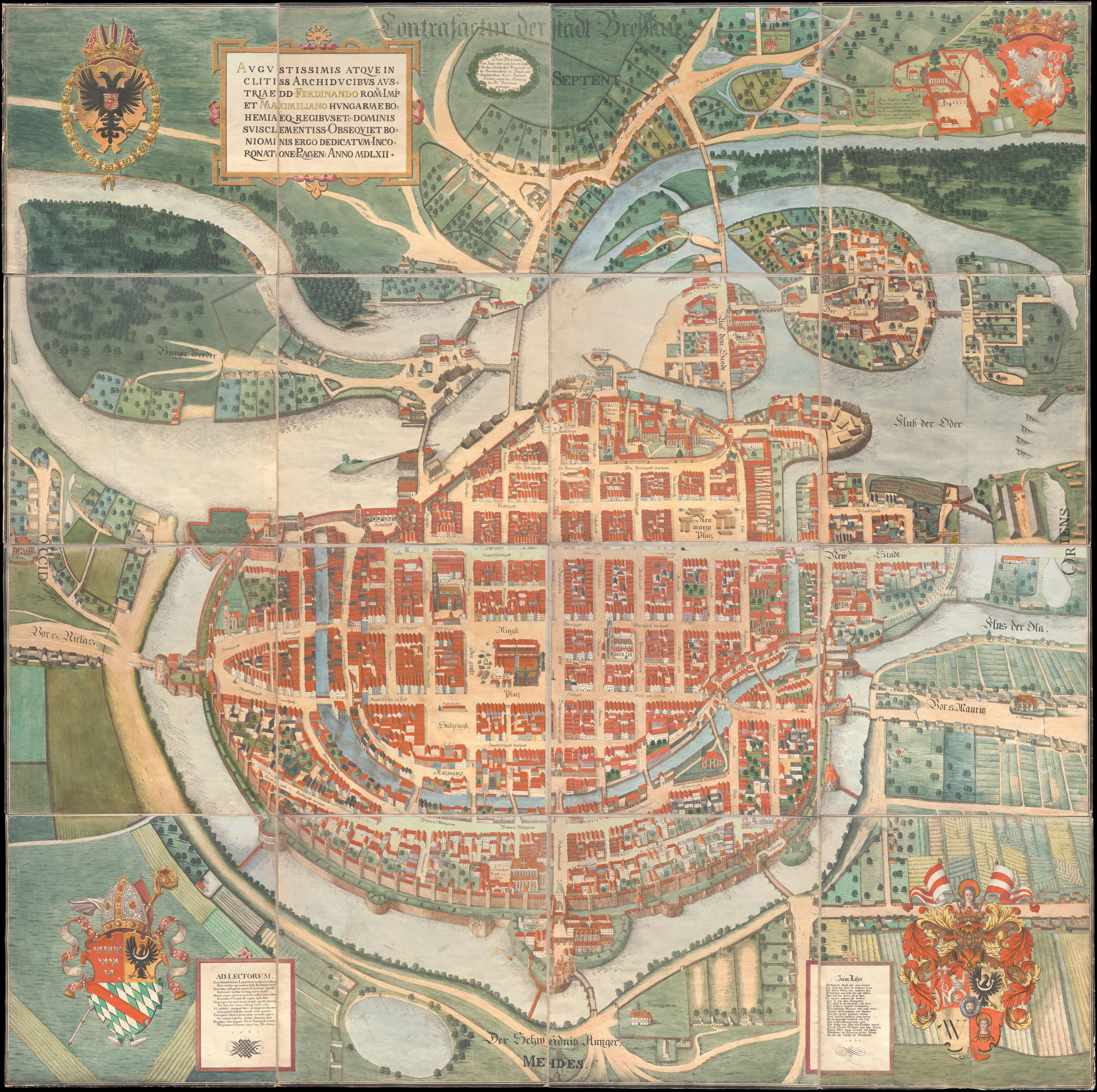
plan Wrocławia autorstwa Weihnera

Barthel Weihner (także w pisowni: Bartel Weyhner, w polskiej bibliografii spotykane czasami imię spolszczone do formy Bartłomiej) – żyjący w wieku XVI grafik i malarz krajobrazów. Z jego prac znany jest aksonometryczny plan Wrocławia z roku 1562 (Contrafactur der Stadt Breslau) sygnowany wspólnie z Georgiem Weihnerem, wykonany jako obraz na płótnie (186×187 cm) dla Maksymiliana II Habsburga i podarowany mu w związku z jego koronacją na króla Czech. W 1563 Barthel Weihner otrzymał obywatelstwo Wrocławia.